# Linda de Vries
Linda de Vries (Assen, 4 de febrero de 1988) es una deportista neerlandesa que compitió en patinaje de velocidad sobre hielo.
Ganó dos medallas en el Campeonato Mundial de Patinaje de Velocidad sobre Hielo en Distancia Individual de 2012 y dos medallas en el Campeonato Europeo de Patinaje de Velocidad sobre Hielo, plata en 2013 y bronce en 2015.

## Palmarés internacional
| Campeonato Mundial en Distancia Individual | Campeonato Mundial en Distancia Individual | Campeonato Mundial en Distancia Individual | Campeonato Mundial en Distancia Individual |
| Año                                        | Lugar                                      | Medalla                                    | Prueba                                     |
| ------------------------------------------ | ------------------------------------------ | ------------------------------------------ | ------------------------------------------ |
| 2012                                       | Heerenveen (Países Bajos)                  | Medalla de oro                             | Persecución por equipos                    |
| 2012                                       | Heerenveen (Países Bajos)                  | Medalla de bronce                          | 1500 m                                     |
| Campeonato Europeo                         |                                            |                                            |                                            |
| Año                                        | Lugar                                      | Medalla                                    | Prueba                                     |
| 2013                                       | Heerenveen (Países Bajos)                  | Medalla de plata                           | Clasificación general                      |
| 2015                                       | Cheliábinsk (Rusia)                        | Medalla de bronce                          | Clasificación general                      |